# アーチボルド・ウェーヴェル (初代ウェーヴェル伯爵)
初代ウェーヴェル伯爵アーチボルド・パーシヴァル・ウェーヴェル（英語: Field Marshal Archibald Percival Wavell, 1st Earl Wavell, GCB GCSI GCIE CMG MC PC、1883年5月5日 – 1950年5月24日）は、イギリスの軍人、政治家、貴族。
軍人としての最終階級は陸軍元帥。
第二次世界大戦開戦時に中東駐留軍司令官の地位にあり、北アフリカ戦線でエルヴィン・ロンメル率いるドイツ軍と対峙したが、敗北して1941年に解任される。その後インド駐留軍司令部司令官・ABDA司令部司令官としてアジア方面で日本軍との戦闘の指揮を執るも再び敗北。1943年10月からインド総督に就任し、行政分野に転じた。

## 経歴

### 第二次世界大戦まで
1883年5月5日に陸軍少将アーチボルド・グラハム・ウェーヴェルの長男として生まれた。
ウィンチェスター・カレッジとサンドハースト王立陸軍士官学校を卒業。1901年にイギリス陸軍ブラックウォッチ連隊に入隊。1901年から1902年にかけて第二次ボーア戦争に従軍した。1911年には参謀大学に1位の成績で入学し、以降参謀将校畑を歩む。
第一次世界大戦に従軍したが、片目を失う負傷をした。1930年から1934年にかけては第6歩兵旅団司令官、1935年から1937年にかけては第2歩兵師団司令官を務める。1937年から1938年にかけてはイギリス委任統治領パレスチナで発生したアラブ人による反乱の鎮圧作戦にも従軍した。

### 北アフリカ戦線

1941年4月、イラク。ウェーヴェル大将（右）と英印軍司令官エドワード・クイナン中将（左）。

1939年7月28日に中東駐留軍司令部司令官に就任し、19世紀以来イギリス軍が駐留し続けるイギリスの半植民地エジプト・カイロに駐留した。中東軍の管轄範囲はエジプトのみならず当時イギリス支配下・影響下に置かれていた中東の広範囲に及んでいた。
同年9月に第二次世界大戦が開戦して英独が交戦状態となり、1940年6月にはイタリア領リビアを有するイタリアとも交戦状態になった。ウェーヴェルはエジプト、スーダン、シリア、イラク、ソマリランド、パレスチナ、キプロスなど支配地域の防衛を固めた。
首相ウィンストン・チャーチルはバトル・オブ・ブリテン中の8月にもウェーヴェルに対してリビア侵攻を開始するよう命じたが、ウェーヴェルは準備不足を理由に拒否した。その翌9月にリビアのイタリア軍のエジプト侵攻が開始された。チャーチルは攻勢命令を出し続けたが、ウェーヴェルは守勢に徹した。イタリアがギリシャ戦線で泥沼に陥ったのを見てウェーヴェルはいよいよ攻勢を開始し、12月よりコンパス作戦を発動して9万人の兵力で25万人のイタリア軍を撃破し、リビアのキレナイカ地方を占領した。
しかしこの後チャーチルがウェーヴェルの反対を無視して北アフリカの兵力をギリシャへ送る命令を下した。その結果、1941年2月に派遣されてきたエルヴィン・ロンメルらドイツ軍の反撃を前になすすべももなく後退する羽目になり、3月末までにイギリス軍はトブルクを除くキレナイカ地域から駆逐された。
ウェーヴェルはただちに反撃の攻勢に出るのは無理だと主張していたが、チャーチルがしつこく即時反撃の命令を下したため、1941年6月にウェーヴェルは400両の戦車の増援を受けて大規模反撃作戦「バトルアクス作戦」を開始することになった。しかしロンメルが迅速な反撃を行ったため、わずか3日でイギリス軍の攻勢は失敗に終わった。激怒したチャーチルにより中東軍司令官の地位を解任された。

### アジア戦線

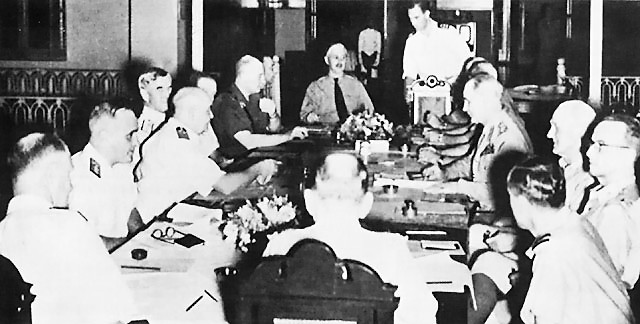
1942年1月、ABDA司令部会議を主宰するウェーヴェル大将。

1941年7月11日から1942年1月16日にかけてインド駐留軍司令官、1942年1月15日からABDA司令部司令官に栄転するも1942年2月25日に同司令部は解散。1942年3月6日から1943年6月20日にかけてインド駐留軍司令官に再任した。
これらの地位に基づき、1941年12月から交戦状態となった日本との戦いを指揮した。しかし在職期間中は日本軍がイギリス軍やオーストラリア軍、アメリカ軍に対して完全に優勢にあった時期であり、香港、マラヤ、シンガポール、ビルマのいずれの陥落も防ぐことができず、さらにインド洋全体の制海権も喪失しインドに迫られており、日本軍に惨敗して崩壊した英印軍の立て直しだけで精いっぱいだった。
なお一度だけアラカン作戦で日本軍に対して攻勢を試みたものの、失敗に終わっている。しかし1943年1月に陸軍元帥に昇進。1943年7月にウェーヴェル子爵に叙せられ、貴族院議員に列する。

### インド総督として

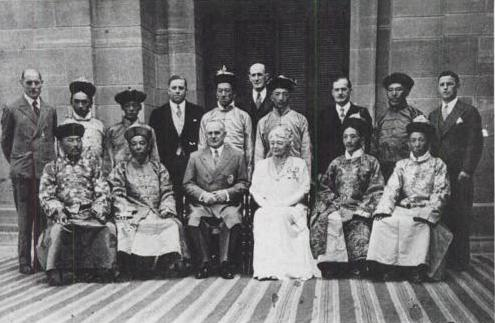
1946年、チベット国の使節団を迎えるインド総督ウェーヴェル子爵夫妻

1943年10月にインド総督リンリスゴー侯爵が退任すると代わってインド総督に就任した。当時ベンガル飢饉で500万人の餓死者が出ており、その対策のため食糧配給制へ移行し、食糧不足を利用した不当利得の取り締まりを強化した。
1942年に日本軍にイギリスのアジアにおける植民地の要衝であるシンガポールを陥落させられ、インド洋の制海権も喪失してからというもの、最終的に1945年8月に日本軍が敗北したもののアジアにおけるイギリスの威信は完全に失墜しており、インド独立運動も激しさを増していた。ウェーヴェルは戦時中にはチャーチル首相や前総督（リンリスゴー侯爵）のインド独立運動弾圧路線を継承したものの、インド独立はもはや抑え難いことを認識していた。「インドの死守」を繰り返すチャーチルの訓令に悩まされ続けたが、戦後のチャーチルの失脚と労働党政権の誕生に伴ってインド独立運動への譲歩を開始した。
前総督が投獄していたインド国民会議の指導者を続々と釈放し、1946年にはネルーを首相とする臨時政府の樹立を許可した（ただネルーのことは「教条主義的でバランスを欠く人物」と批判的に見ており、閣僚パテールの方に信頼を寄せていた）。ガンジーとの会見にも応じたが、ガンジーのことはかなり侮っており、「あのじいさん」と呼んでいた。
インド統治の幕引きは後任のマウントバッテン卿が行うことになったが、インド・パキスタンへの権力移譲の土台作りはウェーヴェルによって行われたといえる。1947年2月に総督職を退任した。

### 総督退任後
1947年5月にウェーヴェル伯爵に叙される。1948年から1950年にかけてはロンドン塔管理長官を務めた。
1950年5月24日に死去。遺族はウェストミンスター寺院への埋葬の話を拒否し、母校ウィンチェスター・カレッジに埋葬した。

## 人物

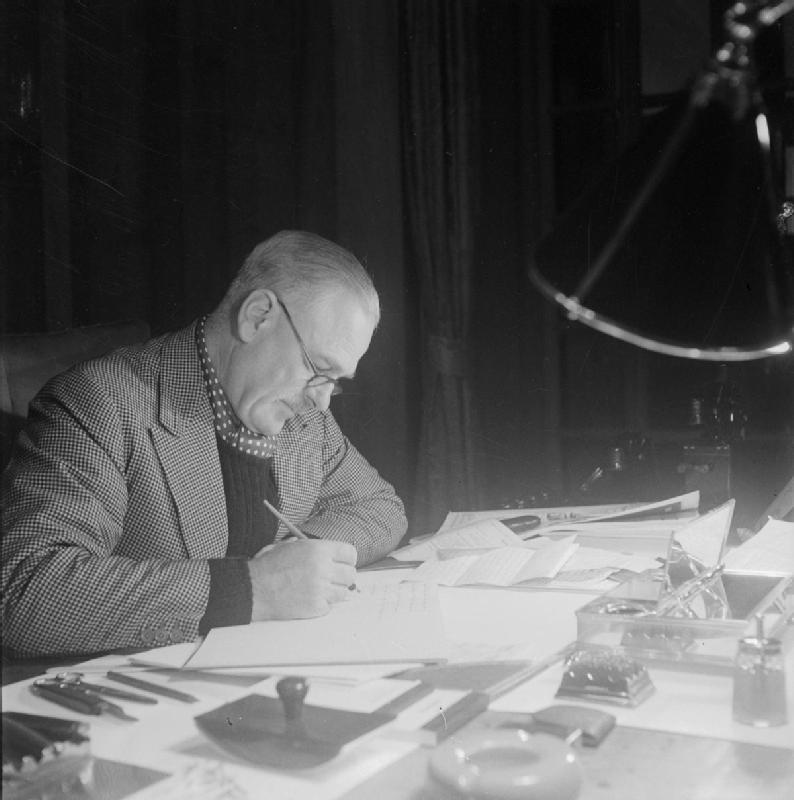
執務中のウェーヴェル。（撮影：サー・セシル・ビートン）

- 北アフリカ戦線でドイツ軍に、アジア戦線で日本軍に敗れ、しかも反攻期の前に解任されてインド総督という政治職へ移されたので軍人としては敗北続きの将軍となった。唯一の勝利は北アフリカ戦線の初戦に脆弱なイタリア軍に対して挙げたものだった。ウェーヴェル当人も拗ねることが多く「撤退を指揮し、敗北の運命を緩和するのが自分の運命」と自嘲気味に語っていたという[19]。
- インド統治においてはインド・パキスタンへの権力移譲の土台を築いた人物である。ウェーヴェルは「我々はインドに自由を与えるかのように言いながら、実際面では一歩前進するための提言にひとつ残らず反対している」と自国のインド政策を批判していた。ただ、前述のようにマウントバッテンと異なり、ネルーやガンジーなどインド独立運動指導層との関係は良くなかった[35]。
- 寡黙な性格であり、社交の場でもほとんど話そうとしないので、しばしば話し相手を狼狽させたという[19]。
- 英国詩に精通しており、詩集を一冊出版している[19]。

## 栄典

### 爵位
- 1943年、初代ウェーヴェル子爵（連合王国貴族爵位）[24]
- 1947年、初代ケレン子爵および初代ウェーヴェル伯爵（連合王国貴族爵位）[33]

### 勲章
- 1915年、ミリタリー・クロス（英語版）（MC）[36]
- 1919年、聖マイケル・聖ジョージ勲章コンパニオン（CMG）[37]
- 1935年、バス勲章コンパニオン（CB）[38]
- 1939年、バス勲章ナイト・コマンダー（KCB）[39]
- 1939年、ロイヤル・ヴィクトリア勲章ナイト・コマンダー（KCVO）[3]
- 1941年、バス勲章ナイト・グランド・クロス（GCB）[40]
- インド帝国勲章ナイト・グランド・コマンダー（GCIE） [3]
- スター・オブ・インディア勲章ナイト・グランド・コマンダー（GCSI）[3]

### その他
- 枢密顧問官（PC）[3]

## 家族
1915年にユージェニー・クワークと結婚し、彼女との間に以下の4子を儲けた。
- 第1子（長男）第2代ウェーヴェル伯爵アーチボルド・ジョン・アーサー（英語版）(1916-1953)
- 第2子（長女）ユージェニー・パメラ(1918-)
- 第3子（次女）フェリシティ・アン(1921-)
- 第4子（三女）ジョアン・パトリシア（1923-）